# Kingiodendron novoguineense
Kingiodendron novoguineense là một loài thực vật có hoa trong họ Đậu. Loài này được Verdc. miêu tả khoa học đầu tiên.